# Тридцать три бога
Тридцать три бога (Траястримша, санскр. Trāyastriṃśa, пали:Tāvatiṃsa , тиб. sum.cu.rtsa.gsum.pa)
— в буддизме — точнее, 33 собрания богов - одно из местопребываний богов (дэвов), под ним находится мир Четырёх Небесных Королей, над ними находятся Небеса Ямы.

## Траястримша
Мир тридцати трёх дэвов — широкая плоская площадка на вершине горы Сумеру, наполненная дворцами и садами. Правитель этого мира — Шакра, господин богов. Помимо самих тридцати трёх богов, которые владеют соответствующими секторами неба, в этом мире живут много других богов и фантастических существ, включая их помощников и нимф (апсары). Существа этого мира размером 1,500 футов и живут 36,000,000 лет (сарвастивада), или же 3/4 йоджан высотой и живут 30,000,000 лет (вибхаджьявада). Этот мир находится на высоте 80 йоджан над Землёй.
Траястримша — самый высокий мир, существующий на Земле, который может быть физически связан с земной реальностью. Поэтому, в отличие от высших миров, обитателя Траястримши не могут игнорировать земные дела. В частности, нередко они оказываются втянутыми в ссоры с асурами, конфликтными полубогами, которые когда-то были вышвырнуты из Траястримши к подножью горы Сумеру, и теперь асуры стремятся всеми средствами вернуть свои утраченные земли. Несмотря на это, встречаются браки между асурами и богами Траястримши.
Правитель мира тридцати трёх богов — Шакра (пали — Сакка). Среди других богов часто упоминаются Вишвакарман (Viśvakarman, Vissakamma), строитель и мастер; Матали (Mātali), кто управляет повозкой Шакры; и Суджа (Sujā), жена Шакры и дочь правителя асуров Вемачиртина.
Траястримша нередко упоминается в буддийских историях и джатаках, когда Будда восходит к Тридцати трём богам, или (что чаще) сами боги этого мира спускаются на землю для встречи с Буддой. Мать Будды, Майядэви, получила новое рождение в Траястримше (по другим источникам — на небе Тушита), там её сын посещал её и объяснял абхидхарму. Это событие считается одним из восьми великих дел Будды, в тибетском буддизме ему посвящён праздник Лхабаб Дуйсэн.
Число «тридцать три» в данном случае — не конкретное количество богов, а, согласно ведийской мифологии, полная совокупность или полное собрание, на самом деле богов в этом мире существенно больше. В индийской мифологии имеются полные списки конкретных богов в нескольких вариациях, но эти списки не имеют значения с точки зрения буддийской концепции и оценки этих богов.
Эти боги перекочевали в китайскую традицию и попали также в даосский пантеон, где они заведуют определёнными секторами неба и учитываются в астрологических расчётах.

## Список 33 богов
Тибетский трактат Джамгон Конгтрула Лодро Тайе «Буддийская космология» указывает следующий список тридцати трех собраний богов (параллельно приводятся китайские названия, которые не всегда соответствуют по смыслу тибетским): 
1. Пребывающие в Зале Собраний Превосходного Закона (кит. 善法堂天)
2. Пребывающие на Высотах (кит. 山峯天)
3. Пребывающие на Вершине Горы (кит. 山頂天)
4. Пребывающие в Месте Благоприятного Видения (кит. 喜見城天)
5. Пребывающие в Одной Области (кит. 鉢私他天)
6. Пребывающие в Купе Деревьев (кит. 倶托天)
7. Пребывающие в Саду Разнообразных Повозок (кит. 雑殿天)
8. Пребывающие в Восхитительном (кит. 歓喜国天)
9. Пребывающие в Прекрасном (кит. 光明天)
10. Пребывающие у Всесобирающего Древа (кит. 波利耶多天)
11. Пребывающие близ Сада Разнообразных Занятий (кит. 離険岸天)
12. Пребывающие близ Зарослей (кит. 谷崖岸天)
13. Пребывающие в Сердце Драгоценности (кит. 摩尼蔵天)
14. Живущие в пространстве (кит. 旋行天)
15. Пребывающие в Золотой Пещере (кит. 金殿天)
16. Пребывающие в Тени Гирлянды (кит. 柔軟天)
17. Путешествующие Высоко и Низко (кит. 柔軟天)
18. Забавляющиеся Различными Сияниями (кит. 雑荘厳天)
19. Тонкое Наслаждение (кит. 如意天)
20. Привязанные к Мелодиям (кит. 微細行天)
21. Блистательное Великолепие (кит. 歌音喜楽天)
22. Полные, как Луна (кит. 威徳輪天)
23. Пара Деревьев Сала (кит. 日行天)
24. Шествующие Парами с Открытыми Глазами (кит. 閻摩那婆羅天)
25. Шествующие с Закрытыми Глазами (кит. 速行天)
26. Обладатели Превосходного Тела и Лика (кит. 影照天)
27. Обладатели Свисающих Драгоценностей (кит. 智慧行天)
28. Живущие Сообща  (кит. 衆分天)
29. Живущие со Свитой (кит. 曼陀羅天)
30. Действующие с Достоинством (кит. 上行天)
31. Обладатели Великолепия (кит. 威徳顔天)
32. Обладатели Великолепных Гирлянд (кит. 威徳炎輪光天)
33. Несмешанные (кит. 清浄天)

Из тридцати трёх богов выделяют восемь богов богатства, два Ашвина, одиннадцать гневных богов, двенадцать солнц. Один из двенадцати солнц — сам Шакра.